# Pollard (Arkansas)
Pour les articles homonymes, voir Pollard.
Pollard est une municipalité du comté de Clay, dans l'État de l'Arkansas aux États-Unis.

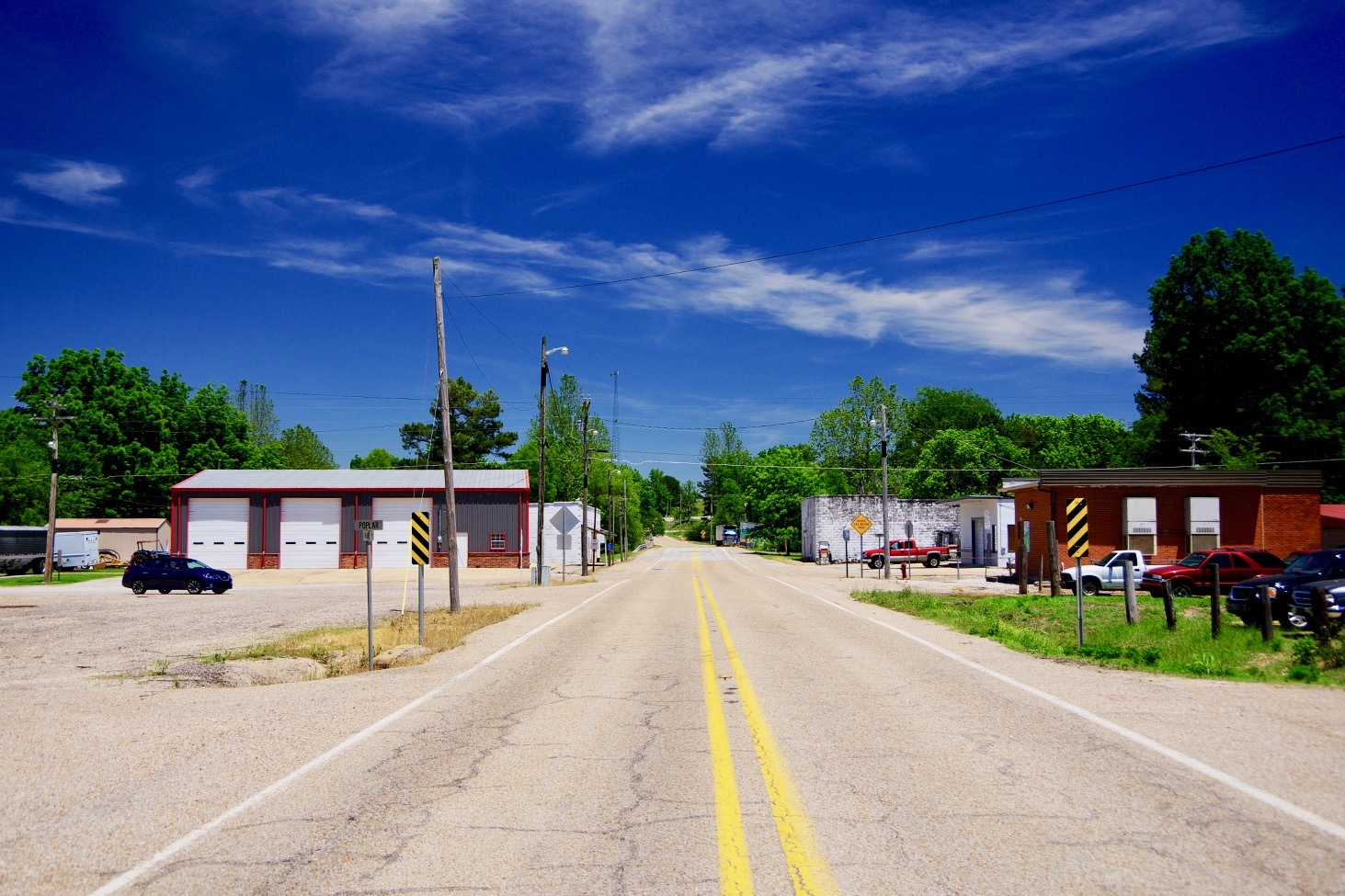
Rue principale

## Démographie
| 1930 | 1940 | 1950 | 1960 | 1970 | 1980 |
| ---- | ---- | ---- | ---- | ---- | ---- |
| 173  | 169  | 165  | 170  | 253  | 298  |

| 1990 | 2000 | 2010 | - | - | - |
| ---- | ---- | ---- | - | - | - |
| 229  | 240  | 222  | - | - | - |